# Eric Temple Bell
Eric Temple Bell (Peterhead, 7 febbraio 1883 – Watsonville, 21 dicembre 1960) è stato un matematico e scrittore scozzese.
Visse negli Stati Uniti per gran parte della sua vita e pubblicò varie opere di narrativa precorritrici della fantascienza con lo pseudonimo di John Taine.

## Biografia
Bell nacque a Peterhead, in Scozia; ma suo padre, un rivenditore di pesce, nel 1884 si trasferì a San Jose, in California, quando lui aveva solo 15 mesi; la famiglia tornò a Bedford, Inghilterra dopo la morte del padre, avvenuta il 4 gennaio 1896. Bell tornò negli Stati Uniti nel 1902.
Bell ha frequentato la Stanford University e la Columbia University (dove era uno studente di Cassius Jackson Keyser). Ottenuta la laurea, insegno` prima alla University of Washington e successivamente al California Institute of Technology.
I suoi lavori di ricerca hanno riguardato soprattutto la teoria dei numeri (serie di Bell) e la combinatoria. Dopo che ci si rese conto che il calcolo umbrale era sostanzialmente equivalente al cosiddetto metodo simbolico di Blissard sviluppato a partire dal 1861, Bell nel 1940 cercò con poco successo di definire il calcolo umbrale su basi logicamente rigorose (la cosa sarebbe riuscita a Gian-Carlo Rota). Egli lavorò molto anche sulle funzioni generatrici, trattandole come serie formali di potenze senza preoccuparsi della loro convergenza. Bell inoltre diede il nome anche a due entità di interesse per la combinatoria, i polinomi di Bell e i numeri di Bell.

Una sua affermazione:
"La matematica, al di sopra della sua applicabilità alle scienze, possiede una luce e una sapienza proprie, e ricompensa largamente ogni essere umano intelligente che arriva a cogliere un raggio di ciò che essa è in sé. Non si tratta della vecchia dottrina dell’arte per l’arte, si tratta dell’arte per l’umanità."

Nel 1924 gli venne assegnato il Bôcher Memorial Prize dall'American Mathematical Society per i suoi lavori in analisi matematica.

## Opere

### Romanzi scientifici
Nei primi anni del 1920, Bell scrisse molti poemi lunghi. Scrisse inoltre alcuni romanzi scientifici, che posero alcune basi per la moderna letteratura fantascientifica. Di tutti i romanzi, al tempo venne pubblicato solo La grande razza (The Purple Sapphire), sotto lo pseudonimo di John Taine, poiché questo tipo di storie non erano viste di buon occhio; in seguito, grazie all'innovazione nel campo delle pubblicazioni fantascientifiche di Hugo Gernsback, le novelle di Bell furono pubblicate sia in libri sia periodicamente su riviste.

### Scritti matematici
L'opera più importante di Bell è la raccolta di biografie intitolata Men of Mathematics (I grandi matematici, Rizzoli, 1997) che viene ancora ristampato. Il libro spinse molte persone a iniziare una carriera nel campo della matematica, nonostante molti storici della matematica abbiano sollevato dubbi sull'accuratezza storica di Bell. Ad esempio Bell romanticizzò a tal punto la vita di Évariste Galois che Tony Rothman la descrisse come "pura invenzione, la creazione di una leggenda". La sua trattazione di Georg Cantor, che riduce le relazioni con suo padre e con Leopold Kronecker a semplici stereotipi, è stata a sua volta fortemente criticata.
L'ultimo libro di Bell, Development of Mathematics (Sviluppi della Matematica) ha riscosso meno successo, ma Constance Reid ha riscontrato in esso meno punti di debolezza rispetto al primo.
Tra le sue opere ricordiamo inoltre The last problem, il libro sull'Ultimo teorema di Fermat, che attirò l'attenzione di Andrew Wiles quando lo lesse all'età di appena 10 anni.

### Saggistica
- An Arithmetical Theory of Certain Numerical Functions, Seattle Washington, The University, 1915, 50p.
- The Cyclotomic Quinary Quintic, Lancaster, Pennsylvania, The New Era Printing Company, 1912, 97p.
- Algebraic Arithmetic, New York, American Mathematical Society, 1927, 180p.
- Debunking Science, Seattle, University of Washington book store, 1930, 40p.
- The Search for Truth, Baltimore, Reynal and Hitchcock, 1934, 279p.
  - Ristampa: Williams and Wilkins Co, 1935
- Man and His Lifebelts, New York, Reynal & Hitchcock, 1938, 340p.
  - Ristampa: George Allen & Unwin Ltd, 1935, 2nd printing 1946
  - Ristampa: Kessinger Publishing, 2005
- I grandi matematici (Men of Mathematics, New York, Simon and Schuster, 1937), Rizzoli, 1997 - 2010
- The Development of Mathematics, New York, McGraw-Hill, 1945, 637p.
  - Ristampa: New York, McGraw-Hill, 1945
  - Ristampa: Dover Publications, 1992
- La magia dei numeri (The Magic of Numbers, Whittlesey House, 1946), Longanesi, 1949
  - Ristampa: New York, Dover Publications, 1991, ISBN 0-486-26788-1, 418p.
  - Ristampa: Sacred Science Institute, 2006
- Mathematics: Queen and Servant of Science (1951)
- The Last Problem, New York, Simon and Schuster, 1961, 308p.
  - Ristampa: Mathematical Association of America, 1990, ISBN 0-88385-451-1, 326p.
- Numerology, Hyperion Press, 1979, ISBN 0-88355-774-6, 195p.
- Queen Of The Sciences, su archive.org.

### Narrativa

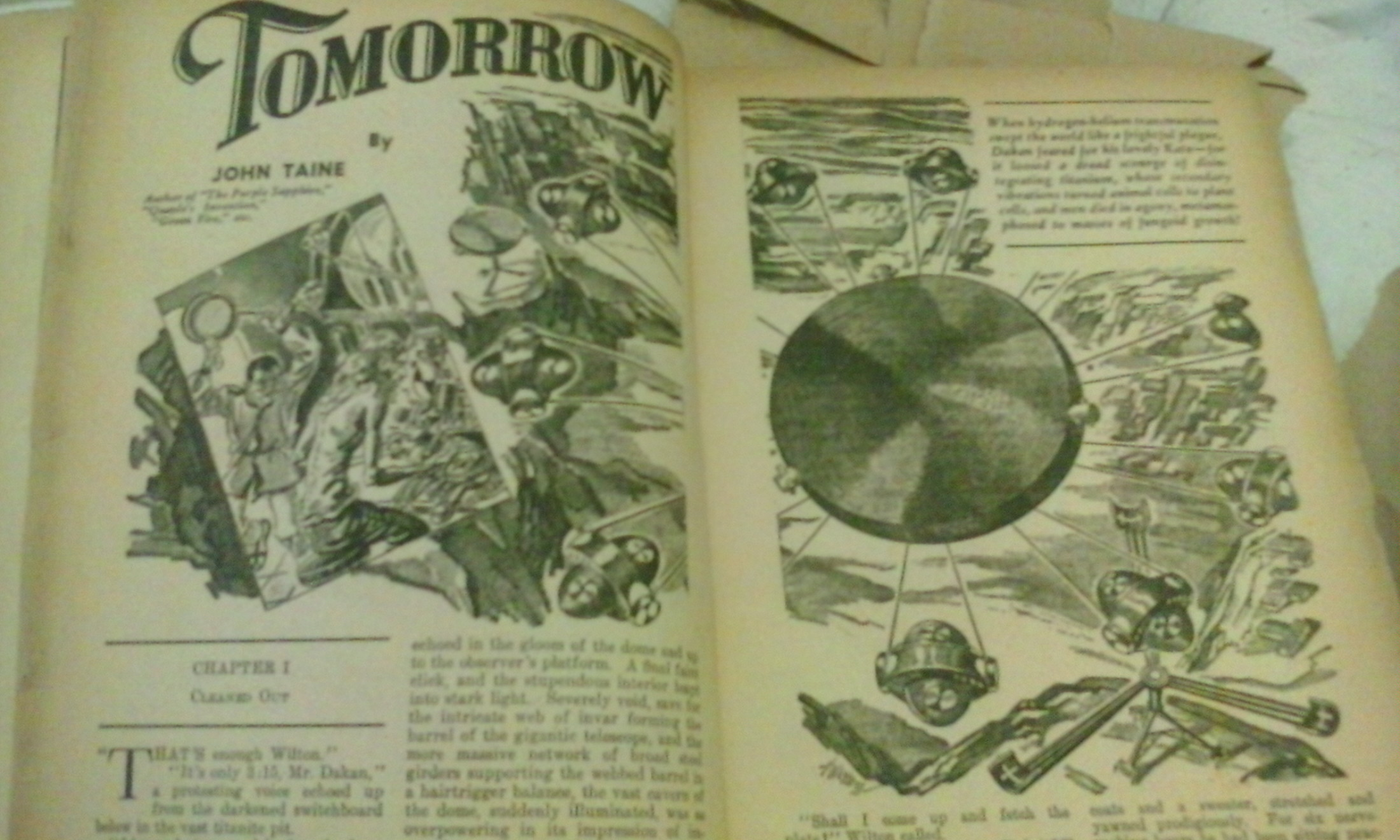
Pagina della rivista Marvel Science Stories, aprile-maggio 1939: illustrazione per il racconto Tomorrow di Eric Temple Bell

(dove tradotti, è indicata la prima edizione italiana)
- La grande razza (The Purple Sapphire, 1924); traduzione di Roberta Rambelli, in Le Origini (dal 1800 al 1925), Storia della Fantascienza n.1, Libra Editrice, 1980. (testo originale)
- The Gold Tooth (1927)
- Quayle's Invention (1927)
- Green Fire (1928)
- The Greatest Adventure (1929) (testo originale)
- La stella di ferro (The Iron Star, 1930); traduzione di Alberto Ravaglioli, Slan. Il meglio della fantascienza n.58, Libra Editrice, 1981
- Il flusso del tempo (The Time Stream, 1931); ed. it. Verso i primi giorni del mondo, I Romanzi Travolgenti n.4, Società Editrice Cremona Nuova, 1953
- L'uomo che visse nel futuro (Seeds of Life, 1931); traduzione di Patrizio Dalloro [GM], Il Girasole-Biblioteca Economica Mondadori n.6, Arnoldo Mondadori Editore, 1954
- Before the Dawn (1934)
- The Forbidden Garden (1947)
- The Cosmic Geoids and One Other (1949), raccolta di racconti
- L'orda di cristallo (The Crystal Horde, 1952); traduzione di Alfonso Censoni, Gli Esploratori dello Spazio. Fantascienza n.6, Editrice Romana Periodici, 1962
- G.O.G. 666 (1954)

#### Racconti
(elenco parziale)
- Il catalizzatore finale (The Ultimate Catalyst, 1939); ed. it. come L'ultimo catalizzatore, traduzione di Paola Francioli ed Elena Lante Rospigliosi, in Racconti di fantascienza scritti dagli scienziati, Rizzoli, 1965

### Poesia
- The Singer (1916)